# Kotzenmacher
Kotzenmacher ist die Bezeichnung eines ausgestorbenen Berufs. Kotzenmacher woben die sogenannte Kotze (althochdeutsch: chozzo, chozza), in Österreich auch die oder der Kotzen (zottiges Wollzeug, eine grobe Wolldecke oder Kleidung davon).
Die Wiener Kotzenmacher erhielten am 23. Februar 1496 eine Handwerksordnung, nachdem sie sich in einer Zeche vereinigt hatten. Diese Ordnung regelte den Stücklohn der Gesellen, die Löhne für die Bearbeitung der Wolle und für das Reißen der Kotzen. Bürgermeister und Stadträte bestimmten, dass der Verkauf der Kotzen an bestimmten Plätzen zugelassen war und dass die Kotzen alle die gleiche Länge und Breite haben mussten. Nach der Beschau wurde die Ware gebleit (mit Bleiplomben versehen).
Über die erste schriftliche Erwähnung dieses Berufs besteht Unklarheit. In den Wiener Stadtrechnungen von 1368 bis 1403 liegt der Eintrag eines Bürgers 
„Ott. Choczenmacher bei Werdertor“ vor, so veröffentlicht von einer Beilage zum Archiv für Kunde Österreichischer Geschichtsquellen von 1855. Nach anderen Deutungen des Wortes dürfte cherzenmacher (Kerzenmacher) oder choczenmacher zu lesen sein; die nächste Erwähnung von Kotzenmachern erscheint erst wieder in den Bürgerlisten von 1471.
Nicht nur in Wien, sondern auch in Ungarn, Siebenbürgen und in der Bukowina waren Kotzenmacher ansässig, die grobe, wollene Decken mit rot-weiß-grünen Streifen für Betten oder Pferde verfertigten.